# Josee to tora to sakana-tachi
Josee to tora to sakana-tachi (jap. ジョゼと虎と魚たち Joze to tora to sakana-tachi) – japońska animowana komedia romantyczna i dramat z 2020 roku na podstawie opowiadania o tym samym tytule autorstwa Seiko Tanabe. Film został wyprodukowany przez studio Bones, wyreżyserowany przez Kōtarō Tamurę, a scenariusz napisała Sayaka Kuwamura.

## Obsada
Na podstawie źródła.
- Tsuneo Suzukawa (jap. 鈴川恒夫 Suzukawa Tsuneo) - Taishi Nakagawa
- Josee (Kumiko Yamamura) (jap. ジョゼ / 山村久美子 Joze / Yamamura Kumiko) - Kaya Kiyohara
- Mai Ninomiya (jap. 二ノ宮舞 Ninomiya Mai) -  Yume Miyamoto
- Hayato Matsura (jap. 松良隼人 Matsura Hayato) - Kazuyuki Okitsu
- Kana Kishimoto (jap. 岸本加奈 Kishimoto Kana) - Lynn
- Chizu Yamamura (jap. 山村チヅ Yamamura Chizu) - Chiemi Matsutera